# Курир (ТВ канал)
Курир је српска телевизијска станица који се приказује од 28. јуна 2020. године. Власник канала је предузеће Adria Media Group, које се налази у власништву Игора Жежеља и предузећа Mondo Inc. Седиште канала се налази на адреси Влајковићева 8, Београд.
Курир је најављен у марту 2020. године, када је Регулаторно тело за електронске медије издало дозволу за пружање медијске услуге на основу захтева предузећа Adria Media Group. Телевизију прате контроверзе због уплитања државног капитала.

## Програм
- Црвени картон са Светиславом Басаром
- Поподневни, Централни, Вечерњи дневник (Зоран Михајловић, Никола Топаловић, Бојана Драшковић, Марија Васиљевић)
- Брзе вести (Наташа Ђуричић, Александра Арсовић, Ана Мићовић, Дејан Дракулић)
- Спортски преглед (Славиша Веселиновић)
- Временска прогноза (Нина Војиновић)
- Јутарњи програм Редакција (Оља Лазаревић, Снежана Петровић)
- Пулс Србије (Милица Марковић, Милош Анђелковић, Анастасија Чановић, Иван Гајић)
- Усијање (Силвија Сламниг, Јелена Пејовић)
- Црна хроника (Јелена Пејовић)
- Сценирање (Вања Цамовић)
- Мајке и снајке
- Мозаик (Данијела Пантић)